# 限界凸記 モエロクロニクル
『限界凸記 モエロクロニクル』（げんかいとっき モエロクロニクル）は、コンパイルハートより2014年5月15日に発売されたPlayStation Vita専用ゲームソフト。
2015年9月25日には続編『限界凸起 モエロクリスタル』が発売された。
2019年1月31日にNintendo Switch移植版となるダウンロード専用ソフト『限界凸記 モエロクロニクル H』が配信開始された。

## 概要
2013年に発売された『限界凸騎 モンスターモンピース』のコンセプトを受け継いだ作品。「胸キュン♥スクラッチ」システムやオットンなどのキャラクターが『モンスターモンピース』から引き続き採用されているが、ジャンルはダンジョン探索型RPGへ変更されている 。キャラクターデザイン・原画は平野克幸。
性的にやや過激な内容となっており、4Gamer.netは「プレイ時は周囲の視線に注意するように」と記述している。

## システム
胸キュン♥スクラッチは、人間を威嚇する"黒歴史"状態にあるモンスター娘（略称：モン娘）たちに対し、主人公・イオが正の煩悩を注ぎ込んで正気に戻す、というシステムである。
モン娘たちは黒歴史状態になると、頭上にリング状の印が浮かび上がり、思考が短絡的になるなど正気を失うというのがゲーム上の設定である。
戦闘時にオットンの興奮が最高潮に達し、オットンがしびれ効果のあるコインをモン娘にぶつけることにより、胸キュン♥スクラッチが発動する。プレイヤーは右スティックで画面をスクロールしながら、モン娘の身体をスクラッチしていく。タッチの仕方によってモン娘の表情が変化していくので注意が必要である。
イオが弱点に正の煩悩を注入することによりモン娘のテンションは上がっていき、弱点を刺激し続けるとオットンがギンギンになり、モン娘が丸裸にされ、テンションの上昇が激しくなる"裸♥フラッシュ"が発動する。このとき、正面のタッチパネルと背面のタッチパネルに同時に触れ、手で激しくこすると、テンションの上昇がより激しくなる。
モン娘のテンションが高くなると、スクラッチ成功とみなされ、モン娘を仲間にすることができる。
仲間にしたモン娘はその後も宿屋でスクラッチを行って絆を深めることが可能である。

### 着替えシステム
モンスター娘と親密度が上がると、脱衣モードがアンロックされる。モン娘のパンツが一般的なRPGでいう職業の役割を果たし、宿屋でパンツをはきかえることで、モン娘のパラメーターを変えることができる。また、着替えの内容はイベントにも反映される。

### "ヘンテコモンスター"関連
倒されたヘンテコモンスターの中にはプレイヤーになつくものもおり、そのモンスターとペット契約を結ぶことが可能である。
ペット契約を結んだモンスターはヘンテコスキルという特性を持っている。
また、お気に入りのモン娘に素材となるパンツとヘンテコモンスターを渡すと、モン娘がアイテムの入ったタマゴを授けてくれる。ただし、このイベントが終了すると、ヘンテコモンスターは去ってしまうので注意が必要である。

## あらすじ
少年イオは、異性とのコミュニケーションをとることができなかった。
その原因は彼の心を占める煩悩で、唯一コミュニケーションをとることができる幼馴染のモンスター娘に対しても嫌らしい感情を抱いてしまい、変態扱いされることを恐れ、その結果、彼は自分に対する評価を低くしてしまうのであった。
そんな中、モンスター娘たちが急に人間に対して攻撃的になった。
長老はイオに原因を探るよう命じ、イオはリリアとともに調査に赴いた。

## 登場人物
イオ
声 - 髙坂篤志
主人公。
変態扱いされることを恐れるあまり消極的な性格になっているが、実際は（少々間が抜けているものの）心優しき人物である。
リリア
声 - 村川梨衣
フェンリルのモンスター娘にして、イオの幼馴染。多くのモンスター娘たちが人類を敵視する中、彼女は普段通りイオと仲良くしていた。
積極的で面倒見がよいが、恋愛には奥手。
レーチェ
声 - 原田ひとみ
イオとリリアの共通の幼馴染であるネコマタのモンスター娘。右目が青く、左目が黄色いオッドアイが特徴。最初は他のモンスター娘同様人間に敵対していたが、正気を取り戻した後は、二人の度に同行している。
オットン
声 - 杉田智和
イオに同行する、ピンク色のオットセイのような姿をした生物。女の子が大好きで、かつてはモンスター娘たちのパンツ目当てで世界を放浪していた。
ココ
声 - 中村繪里子
謎めいたモンスター娘。異変の原因を調査すべく旅をしている。
カルゴス
声 -梯篤司
イオたち一行を妨害する謎の男で、イオの秘密を握っている。

### 地域のリーダー
ラテ
声 - 大坪由佳
第一地域リーダーである、フェアリーのモンスター娘。ふざけているようで、真面目な一面もある。見た目に反して長生きであり、老人のような口調でしゃべる。
カプリソ
声 - 櫻井浩美
第二地域リーダーである、サハギンのモンスター娘。穏やかなようだが、異性へきつい応対をする。
ティピカ
声 - 高本めぐみ
第三地域リーダーである、マンドラゴラのモンスター娘。頭に着けた大きな花の髪飾りと、体をまとう蔦が特徴。男勝りな性格ゆえ、女として扱われることがなかったため、恋愛への渇望がある。
愛莉
声 - 伊藤静
第四地域リーダーである、メデューサのモンスター娘。オットンからはババア扱いされている。自分の演じる女王様キャラと実際の自分とのギャップに悩む一方、自らを磨くことをやめない努力家でもある。髪の一部が蛇に変化しており、花魁のような服装と言動が特徴である。
モカ
声 - 後藤麻衣
第五地域の門番であるサキュバスのモンスター娘で、いわゆるお調子者。マタリを引っ張っているように見えるが、モカの方が精神的に不安定になりやすいタイプであるため、実際はマタリに依存している。
マタリ
声 - 加隈亜衣
モカの妹分であるゴーレムのモンスター娘。鎧に身を包んでおり、モカとは対照的に無口な性格。モカの意見を尊重する方針をとりつつも、実質的にはモカを支えている。
藍緩
声 - 酒井香奈子
第六地域のリーダーである雪女のモンスター娘で、ウサギのような長い耳が特徴。礼儀正しく、穏やかで気品あふれるが、怒らせると怖い人物である。

## 主題歌

### オープニングテーマ
「Dream Chronicle」歌:A.m.u.

## 評価
ファミ通での評価は40点中31点であり、新作ゲームクロスレビューのゴールド殿堂入りを果たした
世界中で50,000本が出荷され、日本では発売初週から品切れになる店が続出した。発売初週で32,957本が売れ、ゲームソフト週間ランキングでは『アイドルマスター ワンフォーオール』に次ぐ2位にランクインした。

## 関連CD
- 限界凸記 モエロクロニクル オリジナルサウンドトラック（ZIZZ STUDIO、2014年5月15日発売）

## 関連書籍
- 限界凸記 モエロクロニクル -煩悩は幼馴染のために…-（飯山満・著、一二三書房（桜ノ杜ぶんこ）、2014年6月5日発売）
- 限界凸記 モエロクロニクル 公式ビジュアルコレクション（KADOKAWA/アスキー・メディアワークス、2014年6月20日発売）
- 限界凸記 モエロクロニクル 公式アートブック（一二三書房、2014年10月24日発売）